# Новый компаньон
«Новый компаньон» — независимая пермская деловая и политическая газета Пермского края. Ориентируется на деловую и политическую элиту региона . Издатель — OOO "Издательский дом «Компаньон». Выходит раз в неделю, по вторникам. Тираж — 4 тыс. экземпляров.

## История
Первоначально  деловое приложение издания «Местное время», называлось «Деловое обозрение», а позднее – «Компаньон». Выходило в формате «газета в газете». Изначально газета издавалась еженедельно.
Газета, созданная Игорем Лобановым и Дмитрием Овсовым, была попыткой создать специализированное издание, интересное «пермским олигархам» и студентам-экономистам, которое бы охватывало весь спектр экономики, политики и культуры города Перми и края.
Основные рубрики издания: 
- Общество
- Финансы
- Реальный сектор
- Предпринимательство
- Власть и политика
- Конъюнктура
- Культура

23 сентября 1997 года вышел первый номер газеты, тогда называвшейся «Компаньон». С 2001 газету переименовали в «Новый компаньон», обновился дизайн, газета стала цветной и печатается на бежевых листах, создавая образ пермской версии «Financial Times».
Датой основания Издательского дома «Компаньон» принято считать выход первого номера делового и политического еженедельника «Новый компаньон» — 23 сентября 1997 года. За более чем 15 лет работы ИД «Компаньон» завоевал репутацию ведущего медиахолдинга Пермского края. Все издания ИД «Компаньон» занимают лидирующие позиции в своих сегментах.
С 2000 года ИД "Компаньон" выпускает газету "Пятница", изначально имеющую формат интернет-дайджеста, а ныне - полноценную общественно-политическую газету о жизни Перми. С 2010 года и по сей день "Пятница" - газета с самым большим охватом аудитории читателей в Перми и самым большим тиражом (150 000 экземпляров). 
С 2005 года издательский дом выпускал журнал «Компаньон magazine», рассчитанный на представителей региональной политической, деловой и творческой элиты.
В апреле 2009 года газете было вынесено предупреждение от Управления по надзору в сфере связи и массовых коммуникаций по Пермскому краю за репродукцию картины с изображением наркоманов, совершающих ввод наркотических веществ. По мнению ведомства, редакция осуществила незаконную рекламу наркотических средств. Сама картина была выставлена в здании Речного вокзала на выставке «Евангельский проект» и информация об этом была опубликована в «Новом Компаньоне».
В мае 2014 года недавно возглавивший регион губернатор Виктор Басаргин отреагировал в своём блоге на колонку одного из постоянных авторов "Нового компаньона" - Светланы Федотовой ("Дым над рекой"). В колонке она высказала уверенность в том, что Виктор Басаргин не собирается долго жить в Пермском крае. Колонка содержала критику в адрес губернатора и ряда его решений - кадровых, инфраструктурных, экономических и политических. Губернатор, спустя какое-то время, отреагировал на реплики Федотовой в своём блоге, чем вызвал бурю негодования в журналистском сообществе и среди комментаторов блога. 
В октябре 2017 года серия материалов журналиста еженедельника «Новый компаньон» Полины Путяковой заняла второе место в номинации «Лучшее региональное финансовое СМИ» в рамках регионального конкурса финансовой журналистики «Рублёвая зона». На конкурс поступило 173 заявок из 46 субъектов Федерации по семи основным номинациям.   
С 2020 года газета «Новый компаньон» издаётся два раза в месяц по вторникам..   
Журнал «Компаньон magazine» в 2021 году изменил содержание и стал выходить в формате Lifestyle для людей с активной жизненной позицией, предпринимателей и творческих людей, стремящихся к саморазвитию и расширению кругозора.   